# برنامج أوروبا للعملات المعدنية

شعار يوروستار

برنامج أو بيان عملة أوروبا المعروف أيضًا باسم برنامج الفضة الأوروبي أو برنامج يوروستار هو مبادرة مخصصة لإصدار عملات معدنية قانونية موجهة لهواة الجمع من المعادن الثمينة للاحتفال بالهوية الأوروبية. وتساهم السلطات المصدرة في الدول الأعضاء في الاتحاد الأوروبي طواعية في تقديم عملات معدنية لبرنامج عملة أوروبا. وقد شاركت بلدان متعددة في البرنامج ابتداءً من عام 2004. بعض العملات المعدنية مقومة باليورو والبعض الآخر مقوم بعملات أخرى. العملات المعدنية الأوروبية هي عملة قانونية.

## شعار اليوروستار
يُعد شعار اليوروستار علامة خاصة تُستخدم على العملات المعدنية للإشارة إلى المشاركة في برنامج يوروبا كوين. وهو عبارة عن مزيج منمق من الحرف "E" لأوروبا (أو علامة اليورو) والنجمة (تستخدم غالبًا لترمز إلى أمة على سبيل المثال على علم الاتحاد الأوروبي). يجب أن تُظهر العملات المعدنية يوروستار بوضوح وعلى نحو ظاهر للعين المجردة، ولكن لا يجب أن تكون جزءًا لا يتجزأ من تصميم العملة المعدنية. 

## مميزات العملة
- يجب أن تكون العملات المعدنية من الفضة النقية بنسبة 900% على الأقل وذات جودة إثبات.[1]
- يجب أن تكون العملات المعدنية بحجم التاج تقريبًا - وهذا يسمح بالتقاليد والعادات الوطنية.[1]
- يجب أن تُظهر العملات المعدنية شعار يوروستار (الموضح في الصورة أعلاه) بشكل واضح ومرئي للعين المجردة، ولكن لا ينبغي أن يكون جزءًا لا يتجزأ من تصميم العملة المعدنية.[1]

## تاريخ
- 2004 – توسيع الاتحاد الأوروبي[3]
- 2005 – السلام والحرية[3]
- 2006 – شخصيات أوروبية بارزة[3]
- 2007 – التنفيذ الأوروبي[3]
- 2008 – التراث الثقافي[3]
- 2009 – التراث الأوروبي[3]
- 2010 – العمارة الأوروبية[3]
- 2011 – المستكشفون الأوروبيون[3]
- 2012 – الفنانون التشكيليون الأوروبيون[3]
- 2013 – الكتاب الأوروبيون[3]
- 2014 – الملحنون الأوروبيون[3]
- 2015 – ذكرى تأسيس الأمم المتحدة
- 2016 – العصور الخمسة لأوروبا : العصر الحديث
- 2017 – العصور الخمسة لأوروبا :عصر الزجاج والفولاذ
- 2018 – العصور الخمسة لأوروبا :الباروك والروكوكو

## روابط خارجية
- مجموعة عملات اليورو مالطا
- دور السك الوطنية في الاتحاد الأوروبي
- جولدانكوف بايرن (بالألمانية)